# Каменка (Курьинский район)
Ка́менка ― посёлок в составе Казанцевского сельского поселения, Курьинский район, Алтайский край. Относится к числу труднодоступных местностей Алтайского края.

## География, история, инфраструктура
Посёлок находится на реке Каменка, неподалеку от села Казанцево и Рудовозово.
Уличная сеть
В посёлке 3 улицы и 3 переулка.
| ул. Заречная    | ул. Хуторская  |
| ул. Центральная | пер. Заречный  |
| пер. Мартовский | пер. Кузнечный |

Расстояние до
- районного центра Курья 31 км.
- областного центра Барнаул 246 км[5].

Ближайшие населенные пункты
Рудовозово 4 км, Казанцево 4 км, Ручьево 3 км, Подхоз 11 км, Колывань 13 км, Саввушка 16 км, Им. 8 Марта 17 км.
Транспорт
По территории района проходят автомобильные трассы Поспелиха — Курья — Змеиногорск, Барнаул — Змеиногорск, Рубцовск — Курья — Колывань.
Климат
Посёлок находится в зоне умеренно-засушливых степей. Для этой территории характерно выпадение умеренного количества осадков, большое количество солнечных дней и достаточное наличие тепла. Среднегодовое количество осадков составляет 350—500 мм, иногда, несколько раз за десятилетие или больше, случаются засушливые годы, когда синоптики наблюдают их снижение, что тормозит сезонный рост и развитие, как сельскохозяйственных культур, так и естественной растительности.
История
Дата возникновения посёлка документально не установлена, возможно, потому, что в разных районах существовал не один населённый пункт с такими же или похожими названиями. Более раннюю дату связывают со строительством и развитием Колывано-Воскресенского завода. Земли Алтая активно заселялись после открытия в XVIII веке на ее территории  рудных и камнерезных месторождений в районе реки Локтевка. Были образованы рудники, построен Локтевский сереброплавильный завод. Крестьяне переселялись, чтобы обеспечивать его бесперебойную работу, также развитию сёл способствовал прилив переселенцев из разных регионов России. Когда с 1865 по 1870 годы в Алтайский край ехали крестьяне из центральной России, на берегу Каменки уже стояла маленькая деревушка со старыми землянками, в которой жили ссыльные каторжане .
В 1728 году возле села Колывань был построен первый на Алтае медеплавильный завод. Рабочими завода были не только местные жители, но и крестьяне окрестных деревень. По большей части ими становились переселенцы, приехавшие на новые плодородные земли и богатые дичью леса. Более позднее заселение района на реке Каменка связывают с возникновением колхозов и вновь образованным в 1924 году Курьинским районом.
Инфраструктура
В посёлке есть фермерские хозяйства. Школы нет, ученики ездят в МБОУ «Казанцевская СОШ», расположенную в селе Казанцево. Посёлок относится к местностям края, удаленным от сетей связи. К 2016 году в селе Каменка осталось не больше 20 семей. Основной источник дохода — продажа сельхозпродуктов, выращенных на личном подворье. За необходимыми продуктами и промышленными товарами жителям посёлка приходится ездить в районный центр Курья или близлежащее село Казанцево, где находится и почтовое отделение, обслуживающее жителей посёлка Каменка.

## Население
| 1997 | 1998 | 1999 | 2000 | 2001 | 2002 | 2003 |
| ---- | ---- | ---- | ---- | ---- | ---- | ---- |
| 206  | ↗209 | ↘205 | →205 | ↘201 | ↘170 | ↗172 |
| 2004 | 2005 | 2006 | 2007 | 2008 | 2009 | 2010 |
| ↘168 | ↘153 | ↘138 | ↘101 | ↘77  | ↗82  | ↘58  |
| 2011 | 2012 | 2013 |      |      |      |      |
| ↗63  | ↘62  | ↘58  |      |      |      |      |

## Туризм
В посёлке открылся визит-центр «Таёжные горки». Из села удобно отправляться по маршруту Горная Колывань, так как оно расположено в предгорьях Колыванского хребта. Разработан маршрут в рамках проекта «К истокам камнерезного искусства России» и поддержанного на федеральном конкурсе «Культурная мозаика малых городов и сёл».
Туристам представят такие места, как уникальная Знаменская церковь, в которой крестили оружейника Михаила Калашникова. Иконы, трон и другие предметы в церкви выполнены из местных поделочных камней — это ручная работа колыванских мастеров. Организаторы уверяют, что подобные изделия можно увидеть только в этой церкви. Маршрут предполагает посещение Колыванского камнерезного завода, Музей истории камнерезного дела; месторождений, на которых добывали и откуда везли поделочный камень — Лазаревское в 15 км от Змеиногорска, на левом берегу реки Гольцовка; уникального Реликтыреликтового послеледниковой эпохи — озеро Быковка и озера Колыванское, и другие туристические объекты.